# Szergej Vlagyimirovics Kotyenko
Szergej Vlagyimirovics Kotyenko (Alma-Ata, 1956. december 2. –) olimpiai bajnok szovjet válogatott kazak vízilabdázó.

## Pályafutása
1973 és 1990 között az Alma Ata-i Dinamo csapatában játszott. 1991 és 1993 között az olasz RN Florentia, majd az RN Camogli játékosa volt.1993 és 1995 között ismét a Dinamo vízilabdázója volt. 
1975 és 1988 között a szovjet válogatott, majd 1995-ig a kazak válogatott tagja volt. 1980-ban olimpiai, 1982-ben világbajnok, 1983-ban, 1985-ben és 1987-ben Európa-bajnok, 1988-ban olimpiai bronzérmes lett a szovjet csapattal.

## Sikerei, díjai
- Olimpiai játékok
  - aranyérmes: 1980, Moszkva
  - bronzérmes: 1988, Szöul
- Világbajnokság
  - aranyérmes: 1982, Guayaquil
  - bronzérmes: 1986, Madrid
- Európa-bajnokság
  - aranyérmes: 1983, Róma; 1985, Szófia; 1987, Strasbourg
  - ezüstérmes: 1981, Split